# Коштано брашно
Коштано брашно је врста органског ђубрива, које се добија сушењем и млевењем животињских костију и отпада. 

## Деловање
Кости су богате фосфором и калцијумон, те стога представља добру основу за ђубрење земљишта. Будући да су у костима минерали органски повезани, морају их разградити микроорганизми пре него се додају усеву. Тај процес траје неко време.

## Ризици по здравље
Животињске кости, као и други делови животиња које се користе за справљање коштаног брашна, садрже у себи вирусе носиоце многих опасних болести као што су хепатитис (жутицу), СИДА, Кројцфелд-Јаковљева (Kreuzfeld-Jakob) болест, Алзхајмерова болест и многе друге. Због тога се сав матријал најпре меље, а затим се самлевена смеса кува на температури од 120оЦ, под притиском од 3 бара, да би се уништили микроорганизми и затим прерађује. Потом се суши на високој температури и поново меље. То све, међутим, није довољно да уништи све узрочнике болести из смесе. Приони преживљавају и температуре од преко 1000оЦ.
Управо су приони утврђени за узрочнике појава говеђе спонгиформне енцефалопатије (крављег лудила), што је довело до забране коришћења коштаног брашна у сточној исхрани. У неким земљама је дозвољена али је приликом продаје потребно навести да ли су производи добијени употребом коштаног брашна или не. 
БСЕ вирус тешко може да пређе на људе али је конзумирањем зараженог меса то ипак могуће. У тим случајевима БСЕ изазива врсту Кројцфелд-Јакобове болести, тачније варијанту Кројцфелд-Јакобове болести, Герстман-Штрауслер-Шенкерову болест, болест Куру и Алцхајмерову болест.
Од 2001. године у Србији је, као и у већини епвропских земаља забрањено коришћење коштаног брашна у сточној исхрани.